# 目的論
目的論（英: teleology、独: Teleologie）とは、我々人間の営みやこの世界が、何らかの目的によって規定・支配され、それを達成するために存在・現象しているとする思想的・哲学的立場のこと。人間の主体性を強調するものから、自然本性を強調するもの、神の意思を強調するもの、それらを混合したものまで、様々に分かれる。
西洋の哲学史・宗教史においては、存在論・一者論・形而上学などと一体的な関係にあり、倫理学の基盤となっている。
「人間・世界の存在・現象に（共通の）目的は無い」とする唯物論・機械論や相対主義・個人主義などと対置される。
また、カント関連の倫理学的な文脈では、帰結主義と同一視され、規則主義・規範主義（義務論）と対置されることもある。

## 概要
この言葉自体は、ギリシャ語で「目的、終局」を意味する “τέλος” （telos、テロス）から作られたドイツ語の単語であり、クリスティアン・ヴォルフによって作られ、1728年の自著で導入されたとされている。
「この世界の「実体・本質」的存在が何であるか」を考察する「存在論」に対して、「目的論」は、「人間を含む諸存在が、（究極的に）どこに向かって（何を目指して、何（どのような状態）を達成・実現すべく）存在・活動しているのか」を考察する。したがって、全般的には、前者の「存在論」は世界に対する「静的」(static) な考察という性格が強いのに対して、後者の「目的論」は事物に対する「動的」(dynamic) な考察という性格が強い。（ただし、とりわけマルティン・ハイデッガー以降の欧州（独仏）を中心としたいわゆる現代哲学では、存在自体も自己の関心（世界との向き合い方）によって産出されると考えるので、両者は動的な観点によって統合されることになる。）
また、近代初頭の17世紀的、デカルト的、古典力学的な、静的な因果律構造のみを想定した「機械論」に対して、終局・目的から遡って合目的に情報を秩序立てるあり方として、「目的論」が対置されることも多い。この対比は、とりわけカントの理論理性に対する実践理性、人間の自由・道徳法則を巡る議論を理解する上で、とても重要になる。

## 歴史

### 古代
古代ギリシャにおける初期の（自然）哲学者たちは、世界の根源的・始原的な存在「アルケー」や抽象的な法則性（ロゴス・ヌース等）を、（観察的にであれ、論理的・形而上的にであれ）考察したが、総じて「存在論」の範疇に留まり、「目的論」的な観点を持たなかった。彼らの世界観は「循環的」なものであり、動的な観点を持ったとしても、それは循環的な状態遷移としてであり、どこかに向けて進んでいくという観点を持たなかった。

#### ソクラテス
人間についての目的論の嚆矢は、ソクラテスであると措定されている。彼は「アレテー」（徳・卓越性）を重視し、人間の魂（精神）を可能なかぎり向上させ、善き生を達成していくことを目的とした。しかし、それは「物質的」になのか「精神的」になのか、あるいは「知的」になのか「霊的」になのか、様々に意見・解釈が分かれ、彼の弟子たちもプラトンやキュニコス派からキュレネ派に至るまで、様々に分岐していくことになる。

#### プラトン
プラトンは、ピュタゴラス教団やエレア派の影響も受けつつ、中期の対話篇において、「想起説」「イデア論」と呼ばれる一連の思想を展開し、「善のイデア」を目指す倫理観としてソクラテスの発想を合理化した。その思想（物語）は以下のようなものである：「我々の魂（プシュケー、精神）は、大昔に神々と共に天上界にいて、真実在（イデア）を観照していたが、地上界に堕ちてきて、肉体に寄生し、輪廻転生を繰り返すことになった。我々は忘却してしまっているが、魂には、かつての天上界における真実在（イデア）の記憶が残されており、我々はそれを呼び起こす真実（イデア）の似姿に惹きつけられ、その記憶を取り戻そうとする。そうして徳を積んだ魂は、輪廻転生からいち早く解脱し、天上界に帰還することができる。」
こうしてプラトンは、人間が善き生や真実を求める性質を、「魂によるイデアの想起」として合理化し、「天上界への（いち早い）帰還」「知の徳を育てて神々へと近づくこと」を究極目的とした。
後期にはプラトンは、善のイデアの神格化である、善なる創造主「デミウルゴス」を持ち出しつつ、この世界・宇宙そのものが、善を体現すべく神によって形成・管理されていることを説き、後のキリスト教神学にも影響を与えることになる。

#### アリストテレス
古代ギリシャで展開されてきた諸説、そして自然に関する知見に長けていたアリストテレスは、「四原因説」を基礎として、人間に留まらず、自然・万物が、デュナミス（可能態）からエネルゲイア（現実態）を経て、エンテレケイア（完全現実態）を実現する過程にあるのだという、抽象的かつ包括的な、壮大な理論を大成した。その理論では、万物が自己の役割・潜在性を汲み尽くした完全現実態（＝自足状態）の達成が究極目的とされ、それに向けて運動を続けることになる。人倫や社会・政治も、その一部として説明される。（プラトンの「デミウルゴス」に相当する）自足した「不動の動者」としての神とは異なり、人間は己一人では自足できないので、共同して社会を構成する。人間のあらゆる営みには目的があるが、究極的にはそれ自体が目的であるような「最高善」が目指される。
このように、アリストテレスと目的論は不可分な関係にあり、アリストテレス及びその理論は、古代における目的論の象徴的・中心的な位置を占める。

#### インド
古代インドでは、バラモン教のウパニシャッド哲学以来、世界の根源・本質（梵、ブラフマン）と魂（真我、アートマン）の同一性を悟る境地（梵我一如）に至ること、そしてそれにより輪廻転生を抜け出す（解脱する）ことが、人間の究極目的とされてきた。この発想は、（少し観点・用語・ニュアンスが異なる場合もあるが）仏教・ジャイナ教など、他のインド系宗教によっても継承されている。
このインド思想は、上記したように、プラトンの発想と類似している。また、後代の、「一者からの流出」（と、そこへの回帰）を特徴とするネオプラトニズムとも近い。

### 中世
神学が強い社会的影響力を持っていた中世では、目的論は「神の意思」（摂理）として置換され、考察された。（こういった発想自体は、神々に対する敬虔な信仰心を持っていたソクラテスを含め、古代からわりとよくある発想であり、中世に特徴的というわけでもない。）

### 近代以降
17世紀以降、古典力学・「機械論」的自然観を発端として自然科学が発達してきた近代においては、アリストテレス的な世界全体を包括した目的論は解体され、（世界を説明する自然科学に対して）我々人間・社会がどうあるべきかという、ソクラテス的な、人間・社会のあり方に限定された目的論に回帰していくことになる。（同時に、目的論に限らず、哲学そのものが、非自然科学的領野に追いやられていき、人間論・社会論や、カントに始まる境界策定的・科学哲学的言説に変容していくことになる。）

#### カント
18世紀を代表する哲学者であるイマヌエル・カントは、形而上学における、曖昧な了解に基づく超越的（transcendent）言説の乱立による無秩序状況に終止符を打つべく、人間はその能力に従い、何を適正に知り得るか、語り得るかを、感性・悟性・理性の吟味・批判を通して秩序立て、その適正なルールに則った、あくまで内在的（非超越的）な立場からの、超越論的（先験的、transcedental）な言及を可能にする環境整備を企図した、批判哲学の創始者として知られる。
その議論の中で、彼は感性・悟性による経験的・現象的・因果律（機械論）的・必然的な認識に対応する理論理性には回収され切らない、そして（その対象にならないがゆえに）それらと両立可能な、物自体・自由を背景とする、経験不可能で、自律的な、当為（義務・規範）によって成り立つ、実践理性の余地を認める。
この議論に則った彼の社会論では、自身の実践的規範（格率）が「普遍的な立法の原理として妥当する」ことを要請しつつ、その道徳法則に則って自律した各人格が、互いの人格を目的として尊重し、共同する「目的の王国」が目指される。

#### ヘーゲル
17世紀的・古典力学的な「機械論」から、生物学的な「有機体論」（社会有機体論）、「進化論」（社会進化論）へと世界観が移行してきた19世紀を代表する哲学者であるヘーゲルは、機械論（に対応する理論理性）と、その残余（に対応する実践理性）の二分法で成り立つカントの議論を破棄し、個々の精神が絶対精神へと進んでいく（そして現実を形成していく）過程を弁証法的に描き出した。
ヘーゲルのこの議論を、カール・マルクスらが生産関係を基礎として組み立て直したことで、共産主義が目指される社会進化論としてのマルクス主義が成立した。

#### マルティン・ハイデッガー
20世紀の欧州（独仏）を中心とした現代哲学の発端となった哲学者であるマルティン・ハイデッガーは、フッサールの現象学から出発し、アリストテレスら古代ギリシャ以降からヘーゲルらに到るまでの伝統的な哲学において、「存在」自体が不問に付されている、言い換えれば、人間と世界との関わり方が画一的に先決されていることを問題にした。彼は曖昧な存在了解に基づく存在的（ontic）な問いを発する実証科学とは異なり、より根源的な、「存在」そのそもに対する存在論的（ontological）な問い（「基礎的存在論」）が必要であり、それこそが本来、まさに哲学の役割であると考えた。
彼の存在論では、「世界-内-存在」（In-der-Welt-sein）としての「現存在」（Dasein）である我々人間が、不安を覆い隠し、平均的・画一的な世間的関心に逃避・没入・頽落した「ひと」（das Man）から、本来的なあり方である、死への不安を引き受けた「死への存在」（Sein zum Tode）として、真の実存を確立することが目指される。